# Suite scita
La Suite scita è una composizione per orchestra di Sergej Sergeevič Prokof'ev scritta fra il 1914 e il 1915 ed è tratta dal balletto incompiuto Ala e Lolli dello stesso autore.

## Storia
Nel maggio 1914 Prokof'ev vinse il primo premio al Concorso Rubinstein per pianisti e la madre, per ricompensa, gli regalò un viaggio a Londra. La speranza del musicista era di incontrare in questa città l'impresario Sergej Djagilev, creatore dei Balletti russi, i cui spettacoli, tra cui La sagra della primavera, Prokofiev aveva già visto a Parigi l'anno precedente. A Londra il musicista assistette ad altri balletti della compagnia, tra cui L'uccello di fuoco e Petruška, e venne presentato a Djagilev che ascoltò il suo Concerto per pianoforte n. 2. L'impresario rimase così colpito dalla novità della musica che decise subito di commissionare a Prokof'ev un balletto. Memore del successo-scandalo del Sacre, Djagilev pensò a un lavoro che si basasse ancora sul primitivismo slavo e propose al musicista un soggetto, ispirato a un'epoca precristiana, del poeta Sergej Gorodeckij. Rientrato in Russia, Prokof'ev incontrò il poeta e insieme decisero di scegliere un racconto basato sulla mitologia degli Sciti, in particolare la storia di Ala e Lolli, fondata sul culto del sole, tipico del paganesimo slavo.
In attesa del libretto definitivo la composizione procedeva lentamente. Su richiesta di Djagilev, alla fine dell'inverno, Prokof'ev ritornò in Europa e, dopo un viaggio interminabile a causa degli eventi bellici, giunse a Roma nel marzo 1915 per incontrare di nuovo l'impresario a cui consegnò la prima bozza di Ala e Lolli, circa un terzo della partitura. Djagilev non apprezzò la musica scritta dal compositore, come egli disse in una lettera a Stravinskij dell'otto marzo 1915: "La musica non va in cerca di effetti russi, è soltanto musica, e pessima", dimostrando, in questo caso, di non essere stato lungimirante come suo solito. Egli mise da parte Ala e Lolli e fece firmare a Prokof'ev un contratto per un nuovo balletto che sarà Le chout.
Durante l'estate il musicista, mentre lavorava alla nuova partitura, riprese le parti già scritte di Ala e Lolli e decise di trasformarle in suite sinfonica in quattro tempi che intitolò Suite scita. La composizione fu terminata entro la fine dell'anno e la prima esecuzione avvenne al Teatro Marinskij di San Pietroburgo, per i Concerti Siloti, il 29 gennaio 1916 con la direzione dello stesso Prokof'ev.

## Le reazioni e la critica
La Suite scita è una composizione aggressiva, impetuosa, con sonorità che rasentano il rumore. Già mentre Prokof'ev la stava componendo sua madre, esasperata dai suoni, esclamò, entrando nella sua stanza: "Ma ti rendi conto di quello che stai pestando sul pianoforte di casa?".
La prima esecuzione provocò accesi contrasti e indignazione; il pubblico rimase sconcertato e fortemente perplesso; la critica musicale più conservatrice si ribellò alla partitura aspra ed esasperata della suite con decise stroncature. Anche gli orchestrali, durante le prove, si erano rivoltati contro l'aggressione subita dalle loro orecchie a causa delle forti dissonanze, ritenendo la musica fastidiosa e cacofonica. Glazunov abbandonò la sala adducendo come scusa il mal funzionamento del suo apparecchio acustico che gli avrebbe reso insopportabile il fragore dell'orchestra. Persino Siloti, organizzatore della serata, sconcertato, giurò di spedire a Prokof'ev le pelli lacerate dei timpani rovinati dai colpi eccessivi. Soltanto il giovane critico Igor Gliebov riconobbe la grande novità dell'opera schierandosi dalla parte di Prokof'ev definendo "Stupendo!" il lavoro; sfortuna volle che un banale errore di stampa trasformasse la parola in "stupido".
Quando qualche mese dopo la Suite scita  fu proposta a Mosca l'accoglienza non fu differente; Sergej Kusevickij, che invece apprezzava Prokof'ev e la sua musica, cercò di far eseguire ancora la suite il 25 dicembre 1916 a Mosca, ma molti suoi orchestrali dovettero partire per la guerra e l'esecuzione andò a monte. Poco per volta però l'opinione andò mutando e il mondo musicale si rese conto che quella partitura così aspra e selvaggia era opera di un musicista originale e di grande levatura, diventando così uno dei brani inseriti normalmente nel repertorio di tutte le orchestre.

## Argomento
La Suite scita ripropone e descrive la vicenda di Ala e Lolli nei suoi quattro movimenti:
- 1. L'adorazione di Veless e Ala (Allegro feroce, un poco più lento)
- 2. Il dio nemico e la danza degli spiriti (Allegro sostenuto)
- 3. La notte (Andantino)
- 4. La partenza di Lolli e il corteo del Sole (Tempestoso ma poco sostenuto, allegro, andante sostenuto)

Veless è il dio del Sole ed è adorato dagli Sciti. Il gigante Ciuibog, una divinità infernale, durante la notte tenta di rapire Ala, dea dei boschi e figlia di Veless, di cui si è invaghito; egli con l'aiuto di sette spiriti del male vuole portare Ala nel suo regno e farla sua sposa. Lolli, il gigante buono, quando si accorge del perfido intento di Ciuibog, accorre in soccorso della dea. Di fronte a delle potenze del male più forti di lui, Lolli rischia di soccombere, ma riesce comunque a dare tempo al dio Veless di giungere a salvare la figlia  e a sconfiggere i mostri con la sua luce abbagliante. Infine Lolli si allontana,  Veless lascia la terra e con un corteo raggiunge di nuovo il suo regno nel cielo.

## Analisi
I quattro movimenti che costituiscono la suite non devono essere intesi come i classici tempi di una sinfonia, ma sono quattro quadri sonori che riecheggiano le vicende degli eroi del balletto. Il rifiuto e la rivolta di Prokof'ev nei confronti della musica tradizionale trovano in questa partitura l'esempio principe; l'incredibile complessità della scrittura, le continue dissonanze, la violenza del ritmo, la potenza strumentale fecero del giovane musicista il profeta della modernità e incentivarono l'immagine di "barbaro" che già aveva ottenuto con partiture precedenti come il Secondo concerto per pianoforte in Sol minore.
Il primo movimento, L'adorazione di Veless e Ala, descrive un cerimoniale durante il quale il dio del Sole Veless viene invocato dagli Sciti. L'Allegro feroce iniziale corrisponde a una scrittura subito violenta e tumultuosa, di grande potenza espressa prima dagli ottoni e dalle percussioni poi da tutta l'orchestra, sottolineata da un ritmo pesante; la musica poi si attenua e lascia spazio a un tema melodico più dolce dall'atmosfera irreale. Gli archi riprendono poi il tema iniziale dell'invocazione a Veless per finire con un ritmo di nuovo incisivo, sottolineato dall'uso marcato dei bassi in una risoluzione più calma della fase iniziale.
Il secondo movimento, Il dio nemico e la danza degli spiriti, è caratterizzato da un Allegro sostenuto e rappresenta la danza infernale di Ciuibog e del suo seguito. La musica è impetuosa e ossessiva, rafforzata soprattutto dall'uso degli otto corni e delle percussioni. La partitura poi evolve in un fugato degli archi alternato a motivi espressi dai flauti per concludersi con una ripresa della danza aggressiva iniziale.
La terza parte, La notte, è un Andantino e descrive il tentativo di rapimento di Ala da parte di Ciuibog con un tema che,  man mano che la struttura armonica si amplia, assume un tono inquietante e sinistro.
L'ultimo movimento, La partenza di Lolli e il corteo del Sole, inizia con un Tempestoso che descrive l'azione di Lolli ed è caratterizzato dal suono frenetico degli archi; evolve poi in una marcia di grande dinamismo (Un poco sostenuto, allegro) che ha una potenza sonora notevolissima. L'Andante sostenuto evoca infine il levarsi abbagliante del Sole ed è rimarcato dal suono ripetuto, di un Si acuto, delle trombe. Il maestoso crescendo finale accompagna l'ascesa del dio Veless verso il cielo.

### LaSuite scitaeLa sagra della primavera
Il paragone fra la suite e La sagra della primavera di Stravinskij è stato oggetto di attenzione da parte di molti studiosi  per più motivi. Solo due anni separano le due composizioni e Prokof'ev ebbe modo di ascoltare diverse opere del suo connazionale fra cui La sagra. Stravinskij ricorda che quando nel 1915 Prokof'ev lo incontrò a Milano l'unico argomento di conversazione fu proprio questa composizione.
Senza dubbio la Suite scita è la partitura di Prokof'ev che più ha analogie con il primo periodo stravinskiano, non fosse altro che per la grandiosità dell'orchestra impiegata e manovrata in "un'orgia fauve di sonorità". Prokof'ev stesso, nella sua autobiografia, afferma: "ardevo di provarmi in qualcosa di grande...Avevo già sentito il Sacre du printemps di Stravinskij ma non l'avevo capito. È possibile che allora stessi cercando d'esprimere analoghe immagini a mio modo".
Se era pur vero che Le Sacre avesse lasciato il mondo musicale stupefatto e incapace di reagire alla sua grande novità nel 1913, la Suite scita sembrerebbe essere l'eccezione. Prokof'ev fu l'unico musicista a reagire a quella partitura rivoluzionaria e scrisse un'opera che per argomento, stile e strumentazione si accostava al lavoro di Stravinskij.
Per la padronanza dell'orchestrazione, l'impiego della politonalità, l'uso del ritmo alternato sempre fra irregolarità e simmetria, l'inventiva negli agglomerati timbrici accostano la partitura di Prokof'ev a quella di Stravinskij; dove si può rilevare un divario fra le due composizioni è in una certa semplicità e ingenuità di Prokof'ev nel trattare le forme musicali, negli interventi strumentali, soprattutto degli archi, piuttosto convenzionali per l'aspetto del linguaggio musicale e nel voler portare la sonorità dell'orchestra a toni esasperati, sfiorando il rumore.

## Organico
- ottavino, tre flauti (il terzo anche flauto contralto), tre oboi, corno inglese, tre clarinetti (il terzo anche clarinetto piccolo), clarinetto basso, tre fagotti, controfagotto
- otto corni, quattro trombe, quattro tromboni, basso tuba
- timpani, glockenspiel, xilofono, piatti, tam-tam, triangolo, grancassa, tamburo, tamburello basco, due arpe, celesta, pianoforte
- archi

## Realizzazioni coreografiche
Sebbene sia difficile un'esecuzione coreografica della Suite scita per via della sua complessità musicale, l'opera, che d'altronde era nata come balletto, è stata tuttavia oggetto di trasposizione scenica più di una volta. Da ricordare:

Max Terpis il 7 maggio 1927 con la Deutsche Oper Berlin

Bronislava Nijinskaja nel 1927 al Teatro Colón di Buenos Aires

Giorgi Aleksidze nel 1969 con il Balletto Kirov di Leningrado